# Ирвинг Стоун
Ирвинг Стоун (рођен Тененбаум; 14. јул 1903 — 26. август 1989) био је амерички писац популарних историјских биографија. Стоун је први пут дошао до изражаја објављивањем „Жудње за животом” (1934), живописне фикционализоване биографије сликара Винсента ван Гога, и „Агоније и екстазе” (1961), о Микеланђелу.

## Биографија
Године 1923. Стоун је дипломирао на Калифорнијском универзитету у Берклију. Шездесетих година прошлог века, Стоун је добио почасни докторат књижевности на Универзитету Јужне Калифорније, где је претходно стекао звање мастера на Колеџу за књижевност, уметност и науку.
Стоун се ослањао на истраживачке капацитете и стручност које му је ставила на располагању Естер Ојлер, главни истраживач Калифорнијског универзитета у Лос Анђелесу, којој је посветио неколико својих радова.
Стоун је био у дугом браку са својом женом и уредницом многих његових дела, Џин Стоун. Током свог живота, Стоун и његова супруга финансирали су фондацију за подршку добротворним циљевима.
Стоунов главни извор за Жудњу за животом била су Винсетова писма његовом брату Теу. Чини се вероватним да су Винсентова писма пружила основу за „Противника у кући”. Стоун је додатно урадио велики део свог истраживања „на терену“. На пример, провео је много година живећи у Италији док је радио на „Агонији и екстази”. Италијанска влада је похвалила Стоуна са неколико почасних награда током овог периода за његова културна достигнућа која наглашавају италијанску историју. 
Презиме је легално променио у „Стоун”, презиме свог очуха. Стоун је рекао да му је мајка усадила страст за читањем. Од тада је веровао да је образовање једини начин да се успе у животу.

### Филмске адаптације
Године 1953. снимљена је популарна филмска верзија „Председничке даме”, заснована на истоименом роману из 1951. године, са Чарлтоном Хестоном као Ендрју Џексон и Сузан Хејвaрд као Рејчел Донелсон Џексон.
Године 1956. снимљена је филмска верзија „Жудња за животом”, заснована на његовом роману из 1934. године, са Кирком Дагласом у главној улози Винсент ван Гога.
Године 1965. снимљен је филм „Агонија и екстаза” у којем су глумили Чарлтон Хестон као Микеланђело и Рекс Харисон као папа Јулије ИИ.
Стоунова књига „Грчко благо” из 1975. била је основа за немачку телевизијску продукцију „Лов на Троју” из 2007. године.

#### Награде
- 1956. Награда Спур[5]
- 1960. Почасни докторат књижевности са Берклија[6]
- 1961. Књижевне награде Комонвелт Kлуба Калифорније (Фикција, Сребро) за „Агонију и екстазу”
- 1971. Златна плоча Америчке академије за достигнућа[7]